# Zakon ljubavi
"Zakon ljubavi" bila je hrvatska telenovela, koja je s emitiranjem krenula 22. rujna 2008. na Novoj TV. Autori serije su Roman Majetić i Nikola Ivanda, dok su priču napisale Jelena Veljača i Nataša Antulov. To je bila prva AVA-ina telenovela koja se prikazivala na programu Nove TV, ali je doživjela neuspjeh zbog loše gledanosti pa je ubrzo skinuta s programa.[nedostaje izvor]

## Radnja
Serija paralelno prati dva potpuno različita svijeta. U prvom, upoznajemo grupicu mladih ljudi koji zajednički žive u vili Perkovićevih. Mlada 18-godišnjakinja Klara Bakić tek je pristigla u Zagreb kako bi prisustvovala audiciji na Akademiji dramskih umjetnosti. Na putu prema fakultetu dogodi joj se nesreća koju skrive Ivor i Domagoj, pripadnici zlatne mladeži Zagreba. Iskre odmah zafrcaju između Klare i Domagoja.
Glumačkom miljeu suprotstavlja se pravni svijet, te smo uvedeni u svijet odvjetničkog ureda "Perković, Nardelli i suradnici". Dvije glavne obitelji povezuje brak između Petra Perkovića i Maje Lene Nardelli Perković. Maja Lena je izuzetno uspješna mlada odvjetnica, koja je postala partnerica u odvjetničkom uredu Petrova oca Zvonimira, najpoznatijeg zagrebačkog odvjetnika s političko-društvenim vezama, ali upitnim moralom. I ona i suprug su uspješni u svom poslu, te im i u braku cvjetaju ruže...naizgled. Petar održava skrivenu vezu s glumačkom divom Lucijom Nardelli koja je pak udana za Maja Leninog brata, kazališnog redatelja Mateja Nardellija.
Ubrzo Maja Lena otkriva Petrovu nevjeru i izbacuje ga iz obiteljske vile, te prostor unajmljuje skupini studenata-glumaca. Studente je primila želeći se osvetiti, odnosno računajući na njihove razularene tulume i probleme s financijama, znajući kako je Petar na to osjetljiv. Osim Ivora, Klare i Domagoja u kući živi i Una Perković, Petrova mlađa sestra, koja je nezadovoljna padom na ispitu na Akademiji dramskih umjetnosti, te čini sve kako bi Klari zagorčala život u vili. Osim toga, zbog svog sna je sposobna čak ući u vezu s Matejeom iz interesa. Stella, Maja Lenina mlada asistentica i pripravnica u odvjetničkom uredu Perković također živi u vili. Naizgled mirna djevojka zapravo je vješta manipulatorica koja zajedno s misterioznim Andrejom istražuje tvrtku Perković.

## Likovi

### Obitelj Perković
- Zvonimir Perković - bogati i ambiciozni 50-godišnjak koji voli svima upravljati; otac Une i Petra.
- Neva Perković - usamljena majka koju su svi napustili, sreću pronalazi u alkoholu.
- Petar Perković - Zvonimirov sin koji svoju ženu Maja Lenu vara s Lucijom; lijen i veliki ženskaroš.
- Una Perković - bogata i arogantna tinejdžerica; bivša manekenka, želi upisati glumu.

### Obitelj Nardelli
- Ignjat Nardelli - bogati 50-godišnjak koji je u velikoj zavadi sa Zvonimirom.
- Alma Sach Nardelli - majka Maja Lene i Mateja; uspješna arhitektica.
- Maja Lena Nardelli - dobra, ali prevarena žena; uspješna je odvjetnica i radi u Zvonimirovom uredu; ponekad ljubuje s Ivorom.
- Matej Nardelli - profesor na Akademiji dramskih umjetnosti; žena Lucija ga vara s Petrom.
- Lucija Nardelli - Matejeva arogantna žena; pokvarena i nezahvalna; glumi od svojih 20-ih godina.

### Ostali likovi
- Domagoj Rebac - dečko koji treba srodnu dušu; zaljubljen je u Klaru, bivši diler.
- Ivor Vilić - tipični 20-godišnjak; voli dobre cure, zabavu i otkačen je; ljubuje s Majom Lenom.
- Klara Bakić - dobra djevojka koja se želi upisati na Akademiju dramskih umjetnosti; ima potencijala, i na tome joj Una duboko zavidi; želi se sprijateljiti s Unom, no ona nije za nikakva prijateljstva.
- Tonka - tajnica u Zvonimirovoj tvrtci i najbolja prijateljica Maje Lene s kojom dijeli sve njihove tajne.
- Stella - radnica u Zvonimirovoj tvrtci; mlada i pomalo neiskusna; ljubuje s Andrejom.
- Andrej - Stellin dečko koji želi sve saznati o Maji Leni.

## Zanimljivosti
- Na dan premijere telenovele "Zakon ljubavi", na konkurentskoj televiziji HRT, krenula je još jedna telenovela "Sve će biti dobro". Iako su obje telenovele ispočetka imale stabilnu gledanost, nakon prvih mjesec dana prikazivanja gledatelji su se očito opredijelili za HRT-ovu telenovelu, s obzirom na podatke gledanosti koje je iznio Jutarnji list. "Sve će biti dobro" prati svakodnevno 12 % gledatelja, dok se za "Zakon ljubavi" opredijelilo samo 6 %.[1]
- Marijana Mikulić tumačila je lik Zrinke Kramarić, bivše pjevačice koja se razvodi od svog supruga nakon što on saznaje za njenu nevjeru i baca joj odjeću kroz prozor stana. Slučaj iz serije neodoljivo podsjeća na slučaj pjevačice Vlatke Pokos. Iako je Jelena Veljača opovrgnula kako je slučaj iz serije inspiriran Vlatkinim razvodom, Vlatka Pokos se jako naljutila na Jelenu jer je uvjerena kako je njena situacija do samog detalja prepričana u seriji.[2]
- Zbog neispunjavanja ugovornih obveza, odnosno kršenja ugovora, Roman Majetić je u listopadu 2008. otpustio jednu od glavnih scenaristica, Jelenu Veljaču. Umjesto nje, uskočila je srbijanska scenaristica Nataša Drakulić.[3]
- Nova TV je, zbog slabe gledanosti, odlučila ukinuti seriju "Zakon ljubavi" nakon 60 prikazanih epizoda. Seriju je 15. prosinca 2008. zamijenila reprize humoristične serije "Bumerang (TV serija)".[4][5]
- 27. lipnja 2011. je na Doma TV-u počelo repriziranje telenovele "Zakon ljubavi".

## Glumačka postava

### Glavna glumačka postava
| Glumac/glumica             | Lik                |
| -------------------------- | ------------------ |
| Vanessa Radman             | Maja Lena Nardelli |
| Petar Ćiritović            | Matej Nardelli     |
| Zijad Gračić               | Zvonimir Perković  |
| Lucija Hranjec             | Klara Bakić        |
| Filip Juričić              | Domagoj Rebac      |
| Ankica Dobrić              | Neva Perković      |
| Ivica Pucar                | Petar Perković     |
| Marija Omaljev-Grbić       | Una Perković       |
| Slavko Juraga              | Ignjat Nardelli    |
| Jasna Odorčić              | Alma Sach Nardelli |
| Mario Mlinarić             | Ivor Vilić         |
| Dolores Lambaša            | Lucija Nardelli    |
| Helena Minić               | Tonka Njavro       |
| Danijela Stanić Sejdinović | Stella             |
| Vladimir Tintor            | Andrej Žerjavić    |
| Maja Petrin                | Korina             |
| Bojana Ordinačev           | Iris Vujičić       |
| Ranko Zidarić              | Fran Tadej         |
| Ivana Bolanča              | Olinka Tadej       |

## Međunarodna emitiranja
| Zemlja | TV mreža | Premijera serije | Kraj serije        |
| ------ | -------- | ---------------- | ------------------ |
|        | Nova TV  | 22. rujna 2008.  | 12. prosinca 2008. |
|        | Sitel    | 22. rujna 2008.  | 12. prosinca 2008. |
|        | RTV Pink | 22. rujna 2008.  | 12. prosinca 2008. |